# Nekrolog (film)
Nekrolog (tytuł oryginalny: Nekrologji) – albański film fabularny z roku 1994 w reżyserii Fatmira Koçiego.

## Opis fabuły
Film nawiązuje do historii życia żony Envera Hoxhy – Nexhmije. Akcja filmu została przeniesiona do czasów średniowiecza. Król nieoczekiwanie umiera. Jego żona utrzymuje w tajemnicy śmierć władcy, a ciało władcy zostaje zabalsamowane i posadzone na tronie. Lud nadal oddaje cześć władcy i jego żonie.
Film realizowano w Tiranie, Durrës i w Krui.

## Obsada
- Rajmonda Bulku jako Jej Wysokość
- Guljelm Radoja jako nadworny artysta
- Vetiola Mani jako naczelna prostytutka
- Eriona Teme jako kochanka artystów
- Sejfulla Myftari jako służący
- Kastriot Çipi jako mnich
- Enver Statovci jako specjalista od balsamowania ciał
- Mehdi Malkaj jako ślepiec
- Romir Zalla jako służący